# Vladimír Vůjtek junior
Vladimír Vůjtek junior (* 17. Februar 1972 in Ostrava, Tschechoslowakei) ist ein ehemaliger tschechischer Eishockeyspieler, der in seiner aktiven Zeit von 1988 bis 2007 unter anderem für die Canadiens de Montréal, Edmonton Oilers, Tampa Bay Lightning, Atlanta Thrashers und die Pittsburgh Penguins in der National Hockey League gespielt hat. Sein Vater Vladimír Vůjtek senior ist ein professioneller Eishockeytrainer.

## Karriere
Vladimír Vůjtek junior begann seine Karriere als Eishockeyspieler beim TJ Vítkovice, für dessen Profimannschaft er in der Saison 1988/89 sein Debüt in der 1. Liga, der höchsten tschechoslowakischen Spielklasse, gab. In drei Spielen gab er dabei eine Torvorlage. In der folgenden Spielzeit konnte sich der Flügelspieler auf sieben Tore und ebenso viele Vorlagen bei 29 Einsätzen steigern. Auch die Saison 1990/91 begann er in Vítkovice, wechselte im Laufe der Spielzeit jedoch zu den Tri-City Americans, für die er in den folgenden eineinhalb Jahren in der kanadischen Juniorenliga Western Hockey League auf Torejagd ging. Im NHL Entry Draft 1991 wurde er in der vierten Runde als insgesamt 73. Spieler von den Canadiens de Montréal ausgewählt. Nachdem er in seiner zweiten WHL-Spielzeit mit 102 Punkten, davon 41 Tore, in 53 Spielen vollends überzeugen konnte, kam er in der Saison 1991/92 zudem zu zwei Einsätzen für Montréal in der National Hockey League. Darüber hinaus wurde er in diesem Jahr in das First All-Star Team der Western Conference der WHL, sowie das dritte All-Star Team der Canadian Hockey League, des Dachverbands der kanadischen Top-Juniorenligen, gewählt.
Am 27. August 1992 wurde Vůjtek zusammen mit Shayne Corson und Brent Gilchrist im Tausch gegen Vincent Damphousse und ein Viertrundenwahlrecht für den NHL Entry Draft 1993 an die Edmonton Oilers abgegeben. In den folgenden beiden Jahren kam er parallel für die Oilers in der NHL, sowie deren Farmteam, die Cape Breton Oilers, in der American Hockey League zum Einsatz. Mit Cape Breton gewann der Tscheche in der Saison 1992/93 den Calder Cup. Nachdem er in der Saison 1994/95 nur für Edmontons Farmteams Cape Breton in der AHL und die Las Vegas Thunder in der International Hockey League eingesetzt worden war, kehrte er nach Vítkovice zurück, für das er in den folgenden eineinhalb Jahren in der tschechischen Extraliga antrat. Die Saison 1996/97 verbrachte der Linksschütze bei Ässät Pori in der finnischen SM-liiga. Anschließend gaben ihn die Edmonton Oilers, die immer noch die Transferrechte am Spieler hielten, an ihren Ligarivalen Tampa Bay Lightning ab. In der Saison 1997/98 konnte er nur 30 Spiele für Tampa Bay in der NHL und zwei für deren AHL-Farmteam Adirondack Red Wings absolvieren, da er am Epstein-Barr-Virus erkrankte.
In der Saison 1998/99 konnte Vůjtek bei seinem Heimatverein HC Vítkovice in der Extraliga überzeugen und erzielte 55 Scorerpunkte in 47 Spielen. Anschließend nahmen ihn die Atlanta Thrashers als Free Agent unter Vertrag, konnte sich dort jedoch in der Folgezeit nicht durchsetzen und nur insgesamt drei Spiele in der NHL absolvieren, nachdem er in einem Vorbereitungsspiel gegen die New York Rangers schwere Gesichtsverletzungen erlitt. Im weiteren Verlauf der Saison 1999/2000 spielte der ehemalige Nationalspieler für den HC Sparta Prag, mit dem er auf Anhieb Tschechischer Meister wurde. Auf europäischer Ebene belegte er mit seiner Mannschaft den zweiten Platz in der European Hockey League, in der er mit seinem Team im Finale dem russischen Spitzenverein HK Metallurg Magnitogorsk mit 0:2 unterlag. Vůjtek, der in der Finalrunde in vier Spielen zwei Tore und zwei Vorlagen erzielte, wurde in das All-Star Team des Final Four gewählt. Auch in der folgenden Spielzeit lief er für Sparta Prag auf, ehe er in der Saison 2001/02 mit HPK Hämeenlinna den dritten Platz in der finnischen SM-liiga belegte. Bei den Finnen konnte der Tscheche ebenfalls überzeugen. Im November 2001 wurde er zum Spieler des Monats der SM-liiga gewählt, am Saisonende sogar in deren All-Star Team. Daher verpflichteten ihn die Pittsburgh Penguins, bei denen er erneut mit dem Versuch sich in der NHL zu etablieren, scheiterte. Anschließend lief er sechs Mal für Vítkovice in der Extraliga auf, ehe er die Spielzeit 2002/03 bei Sewerstal Tscherepowez in der russischen Superliga beendete.
Die Saison 2003/04 begann Vůjtek bei seinem Ex-Klub HPK Hämeenlinna in Finnland, beendete die Spielzeit jedoch erneut in der russischen Superliga, diesmal jedoch bei Chimik Woskressensk. Nach einer weiteren Spielzeit für Vítkovice in Tschechien, stand der ehemalige NHL-Spieler in der Saison 2005/06 zunächst in der Schweiz beim Forward Morges HC in der Nationalliga B, sowie die ZSC Lions in der Nationalliga A auf dem Eis, ehe er die Spielzeit bei seinem Stammverein HC Vítkovice beendete. Die Saison 2006/07 verbrachte er beim HC Oceláři Třinec, ehe er im Alter von 35 Jahren seine Karriere beendete.
Seit 2007 arbeitet er als Spielervermittler für Eurohockey Services s.r.o. in Prag.

### International
Für die tschechische Nationalmannschaft nahm Vůjtek ausschließlich an der Weltmeisterschaft 1997 teil. Bei dieser konnte er voll und ganz überzeugen. Mit sieben Toren und ebenso vielen Vorlagen führte er seine Mannschaft zum Gewinn der Bronzemedaille und war sowohl Toptorschütze, als auch Topscorer des Turniers. Zudem wurde er in das All-Star Team der Weltmeisterschaft gewählt.

## Erfolge und Auszeichnungen
| - 1992 WHL West First All-Star Team - 1992 CHL Third All-Star Team - 1993 Calder-Cup-Gewinn mit den Cape Breton Oilers - 2000 2. Platz European Hockey League mit dem HC Sparta Prag | - 2000 All-Star-Team des Final Four der European Hockey League - 2000 Tschechischer Meister mit dem HC Sparta Prag - 2001 SM-liiga Spieler des Monats November - 2002 SM-liiga All-Star-Team |

### International
| - 1997 Bronzemedaille bei der Weltmeisterschaft - 1997 Bester Torschütze der Weltmeisterschaft | - 1997 Topscorer der Weltmeisterschaft - 1997 All-Star-Team der Weltmeisterschaft |